# Rachid Madrane
Rachid Madrane (ur. 15 kwietnia 1968 w Brukseli) – belgijski polityk, samorządowiec i dziennikarz pochodzenia marokańskiego, parlamentarzysta i minister w rządzie Francuskiej Wspólnoty Belgii, w latach 2019–2024 przewodniczący Parlamentu Regionu Stołecznego Brukseli.

## Życiorys
W 1991 ukończył studia z dziennikarstwa i komunikacji publicznej na Université Libre de Bruxelles, pracował w zawodzie dziennikarza w Fun Radio. W latach 80. zaangażował się w kampanie antyrasistowskie i działalność Partii Socjalistycznej (został członkiem jej władz krajowych). Był rzecznikiem prasowym samorządowców związanych z socjalistami, a następnie lokalnych liderów PS Philippe’a Moureaux i Laurette Onkelinx. Od 2000 zasiada w radzie miejskiej Etterbeek, w tym od 2010 do 2012 jako schepen (członek miejskich władz wykonawczych). Ponadto został członkiem Parlamentu Regionu Stołecznego Brukseli (2004–2009, 2014, od 2019). Od 2010 do 2012 należał do Izby Reprezentantów, w której zastąpił Charlesa Picqué. Odszedł z parlamentu w grudniu 2012, obejmując fotel sekretarza stanu we władzach Regionu Stołecznego odpowiedzialnego za planowanie przestrzenne i czystość. Następnie od 2014 do 2019 w egzekutywie Francuskiej Wspólnoty Belgii kierowanej przez Rudy’ego Demotte pozostawał ministrem sprawiedliwości, ochrony dzieci, mieszkalnictwa i promocji regionu (w trakcie kadencji otrzymał teki ministra sportu oraz młodzieży). W lipcu 2019 wybrany natomiast przewodniczącym Parlamentu Regionu Stołecznego Brukseli. W 2024 nie ubiegał się o reelekcję do tego gremium.